# Coalizione Popolare Nazionalista
La Coalizione Popolare Nazionalista (in inglese: Nationalist People's Coalition - NPC; in spagnolo: Coalición Popular Nacionalista - CPN) è un partito politico filippino di orientamento conservatore fondato nel 1992 a seguito di una scissione dal Partito Nazionalista delle Filippine.
In occasione delle ultime elezioni parlamentari del 2013 ha ottenuto 42 seggi alla Congresso e uno al Senato.